# Комецадура
Комецадура (итал. Commezzadura) је насеље у Италији у округу Тренто, региону Трентино-Јужни Тирол.
Према процени из 2011. у насељу је живело 906 становника. Насеље се налази на надморској висини од 812 м.

## Становништво
| 1931. | 1936. | 1951. | 1961. | 1971. | 1981. | 1991. | 2001. | 2011. |
| ----- | ----- | ----- | ----- | ----- | ----- | ----- | ----- | ----- |
| 828   | 855   | 907   | 924   | 880   | 875   | 906   | 906   | 993   |